# Antoni Ramallets
Antoni Ramallets, teljes nevén Antoni Ramallets Simón, (Barcelona, 1924. július 1. – Vilafranca del Penedès, 2013. július 30.) spanyol-katalán labdarúgó, kapus.

## Pályafutása
Ramallets Barcelonában született, és karrierje nagy részét szintén katalán nyelvterületen töltötte. Első klubja a Mallorca volt, ahol 1942 és 1944 között játszott. Ezt követően egy évre az akkor másodosztályban szereplő, azóta már megszűnt San Fernandóhoz került.
1946-ban igazolt szülővárosa legnagyobb nevű, és egyben az ország legsikeresebb csapatához, az FC Barcelonához. Első idényében kölcsönben a Valladolidban szerepelt, és a Barcelonában az első tétmeccsére 1948. november 28-ig kellett várni, ekkor mutatkozhatott be a Sevilla ellen. És bár ebben az idényben is ez volt az egyetlen tétmeccse, végül egészen 1962-ig a gránátvörös-kékeket erősítette. Ezalatt az idő alatt a katalán csapat hat bajnoki címet és öt kupagyőzelmet ünnepelhetett. A legsikeresebb idény Ramallets és a Barcelona számára az 1951-52-es volt, amikor a klub bajnok, kupa- és szuperkupa-győztes lett, megnyerte a Latin kupát, ezeken felül pedig Ramallets lett a liga legjobb kapusa.
Ramallets 1946 és 1962 között 538 tétmeccsen védte a Barça kapuját, ebből 288 bajnokin. Érdemei elismeréseként a klub visszavonulása után, 1962. március 6-án búcsúmeccset is szervezett a tiszteletére. Az ellenfél a Hamburg volt, és a Barcelona fölényes, 5–1-es győzelmet aratott. Ramallets a katalán klub játékosaként tizenhét nagy trófeát nyert, ezenkívül öt alkalommal is ő lett a bajnokság legjobb kapusa.
A spanyol válogatottban 1950-ben mutatkozhatott be, amikor bekerült az 1950-es vb-re utazó spanyol keretbe. Első meccsét Chile ellen játszotta, és bemutatkozása egyből a vb-re esett. A spanyol csapatban összesen végül összesen 35 találkozón lépett pályára, ezenkívül hét alkalommal pedig a katalán nemzeti csapatban is, barátságos összecsapásokon.
A hatvanas években edzősködésbe kezdett, és irányította többek között korábbi csapatát, a Valladolidot is. Legsikeresebb időszakát Zaragozában töltötte trénerként, ugyanis az 1963-64-es szezonban negyedik lett a bajnokságban, ezen felül viszont megnyerte a kupát és a VVK-t, amit egyébként kétszer már megnyert a Barcelona játékosaként is.
2013. július 31-én, 89 éves korában érte a halál, Vilafranca del Penedès-i otthonában.

## Sikerei, díjai

### Játékosként
- Bajnok: 1947-48, 1948-49, 1951-52, 1952-53, 1958-59, 1959-60
- Kupagyőztes: 1950-51, 1951-52, 1952-53, 1956-57, 1958-59
- Szuperkupa-győztes: 1948, 1952, 1953
- VVK-győztes: 1955-58, 1958-60
- Latin kupa-győztes: 1952
- Zamora-díj-győztes: 1951–52, 1955–56, 1956–57, 1958–59, 1959–60

### Edzőként
- Kupagyőztes: 1963-64
- VVK-győztes: 1963-64